# Phanaeus kirbyi
Phanaeus kirbyi är en skalbaggsart som beskrevs av Nicholas Aylward Vigors 1825. Phanaeus kirbyi ingår i släktet Phanaeus och familjen bladhorningar. Utöver nominatformen finns också underarten P. k. ledezmai.